# Philipp Thielepape
Philipp Werner Thielepape (* 19. Dezember 1786 auf dem Gut Entenfang in Ziegenhain; † 1. August 1848 in Wabern) war ein deutscher Postmeister und Mitglied der kurhessischen Ständeversammlung. 

## Leben
Philipp Werner Thielepape war ein Sohn des Försters Daniel Thielepape. Die Familie Thielepape stellte mehr als 100 Jahre lang den Posthalter in Wabern. Johann Werner Thielepape (1753–1836), sein Onkel, übergab ihm die Posthalterei, als sein einziger Sohn früh verstarb. So führte Philipp Werner die Familientradition fort.
Neben seiner Tätigkeit als Posthalter bewirtschaftete er einen landwirtschaftlichen Betrieb, produzierte Zucker und versuchte sich, wie sein Onkel 1819, im Bergbau. So soll die Zeche Ronneberg bei Homberg 1840 von ihm in Betrieb genommen worden sein. In den Jahren von 1833 bis 1838 hatte er ein Mandat für die kurhessische Ständeversammlung, wobei die Regierung ihm 1836 die Landtagszulassung verweigerte.
Möglicherweise stand diese Maßnahme im Zusammenhang mit der „Drohbriefaffäre“ 1823. Nach Philipp Losch soll Thielepape einen der anonymen Briefe an Kaiser Wilhelm überbracht haben.

### Familie
Er war mit der am 19. November 1768 in Manchester geborenen Engländerin Mary Elizabeth Thompson verheiratet. Sieben Kinder sind aus der Ehe hervorgegangen.